# The Full Monty
The Full Monty és una pel·lícula britànica dirigida per Peter Cattaneo, estrenada el 1997. L'any 2000 es va fer una versió musical a Broadway

## Argument
En Gaz i el seu amic Dave, dos antics obrers d'una fàbrica de Sheffield a Anglaterra estan a l'atur i ja no saben que fer per a treure’s les castanyes del foc. Quan un dia arriba a la seva ciutat un xou de strippers masculins que desperta l'interès de totes les dones se’ls acut que ells també poden fer un d'aquests xous i treure’n molts diners.
Per a fer-ho aconsegueixen l'ajuda de en  Gerald, excapatàs seu, ara també aturat, i Lomper, un altre exobrer al que ells dos han salvat del suïcidi.
Fent un càsting, a aquest grup s'incorporen dos nous candidats a l'espectacle: en Cavall i en Guy, que estan en la mateixa situació que els altres quatre. I així comencen a assajar.
Però els problemes comencen a sorgir: En Gaz necessita diners per reservar un local per a l'espectacle i per pagar la pensió a la seva exdona, perquè en cas contrari perd la custòdia del seu fill en Nathan; en Dave, acomplexat pel seu pes i per no trobar treball, té un brot d'impotència i decideix abandonar l'espectacle; la dona de Gerald descobreix, després de sis mesos d'ocultar-ho, que el seu marit està sense treball.
Durant un dels assajos en una planta metal·lúrgica abandonada, els cinc integrants del grup  que queden són descoberts per la policia, ballant mig despullats. Són duts a l'oficina de la policia juntament amb el menor, en Nathan, i posteriorment exhibits en tots els diaris, la qual cosa representa un dur cop a la seva dignitat. No obstant això, l'entrebanc es torna al seu favor perquè desperta el interès de totes les dones de la ciutat per veure'ls ballar.
Així que, combatent els nervis i davant d'un munt de públic, fan la gran actuació.

## Repartiment
| Intèrpret      | Personatge |
| -------------- | ---------- |
| Robert Carlyle | Gaz        |
| Mark Addy      | Dave       |
| William Snape  | Nathan     |
| Steve Huison   | Lomper     |
| Tom Wilkinson  | Gerald     |
| Paul Barber    | Horse      |
| Hugo Speer     | Guy        |

## Banda original
1. The Zodiac − David Lindup
2. You Sexy Thing − Hot Chocolate
3. You Can Leave Your Hat On − Tom Jones
4. Moving On Up − M People
5. Make Me Smile (Come Up And See Me) − Steve Harley & Cockney Rebel
6. The Full Monty − Anne Dudley
7. The Lunchbox Has Landed − Anne Dudley
8. Land Of A 1000 Dances − Wilson Pickett
9. Rock And Roll, Part 2 − Gary Glitter
10. Hot Stuff − Donna Summer
11. We Are Family − Sister Sledge
12. Flashdance... What A Feeling '95 − Irene Cara
13. The Stripper − Joe Orchestra Loss
14. Je t'aime… moi non plus − Serge Gainsbourg & Jane Birkin

## Premis i nominacions

### Premis
- 1998. Oscar a la millor banda sonora per Anne Dudley
- 1998. BAFTA a la millor pel·lícula
- 1998. BAFTA al millor actor per Robert Carlyle
- 1998. BAFTA al millor actor secundari per Tom Wilkinson

### Nominacions
- 1998. Oscar a la millor pel·lícula
- 1998. Oscar al millor director per Peter Cattaneo
- 1998. Oscar al millor guió original per Simon Beaufoy
- 1998. Globus d'Or a la millor pel·lícula musical o còmica
- 1998. BAFTA a la millor pel·lícula britànica
- 1998. BAFTA al millor director per Peter Cattaneo
- 1998. BAFTA al millor actor secundari per Mark Addy
- 1998. BAFTA a la millor actriu secundària per Lesley Sharp
- 1998. BAFTA al millor guió per Simon Beaufoy
- 1998. BAFTA a la millor música per Anne Dudley
- 1998. BAFTA al millor muntatge per Nick Moore i David Freeman
- 1998. BAFTA al millor so per Alistair Crocker, Adrian Rhodes i Ian Wilson
- 1998. César a la millor pel·lícula estrangera
- 1998. Goya a la millor pel·lícula europea

## Crítica
- Un film irrepetible, en el qual tots els seus elements semblen trobar-se en estat de gràcia. I a més, una mostra emblemàtica de comèdia compromesa, que aconsegueix el més difícil: que l'espectador es trenqui de riure amb situacions que, en el fons, no tenen cap gràcia. Els personatges desborden credibilitat, els gags se succeeixen sense pausa (atenció a la seqüència del ball en l'oficina de l'atur) i el film desprèn acidesa i mala llet al mateix temps que elabora un cant a la dignitat d'allò més emotiu. Senzillament perfecte"[2]
- "Magnífic guió, brillant direcció, excel·lents actors. Una deliciosa comèdia"[3]